# فدراسیون بسکتبال لیتوانی
فدراسیون بسکتبال لیتوانی (لیتوانیایی: Lietuvos krepšinio federacija) نهاد اداره کننده ورزش بسکتبال در کشور لیتوانی است. این فدراسیون که در سال ۱۹۳۶ تاسیس شده مقر آن در شهر ویلنیوس قرار دارد.